# Bernard Szarlitt
Bernard Leonard Szarlitt, również: Scharlitt, Schalit, Szalit (ur. 15 lutego 1877 w Tarnopolu, zm. 3 grudnia 1946 w Krakowie) – polski publicysta, literat, krytyk muzyczny, tłumacz, urzędnik.

## Życiorys
Urodził się w rodzinie pochodzenia żydowskiego. Był synem Artura (kupca) i Anny z Gruszów. Posiadał rodzeństwo – czterech braci: Juliana (ew. Juliusza – aktora), Henryka (ekonomistę), Edwarda (stomatologa, wiceprezydenta Tarnowa) i Edmunda (prawnika, legionistę).
Po ukończeniu szkoły średniej w Tarnopolu wyjechał do Berlina, gdzie podjął studia na Wydziale Filozoficznym tamtejszego uniwersytetu. Już w trakcie studiów rozpoczął publikować swoje artykuły w pismach „Die Kritik” oraz „Die Musik” wykazując różnorodny wachlarz swoich zainteresowań. Zawarł wtenczas korzystne znajomości z Ludomirem Różyckim i Stanisławem Przybyszewskim.
Po ukończeniu studiów zamieszkał w Wiedniu, gdzie podjął pracę jako urzędnik państwowy przy Ministerstwie Kolei. W związku z tym w latach 1905–1906 pełnił służbę przy Kolei Północnej Cesarza Ferdynanda w Krakowie, a uczestnicząc w życiu kulturalnym tego miasta zaprzyjaźnił się z Ludwikiem Janikowskim, Kazimierzem Tetmajerem i Ferdynandem Hoesickiem. Na zaproszenie Elisabeth Förster-Nietzsche (siostry Friedricha Nietzschego) prowadził badania w archiwum filozofa w Weimarze. Ich rezultatem był artykuł Über Nietzsches Polentum w "Politisch-anthropologische Revue" – Lipsk 1906, w którym jako pierwszy podniósł kwestię polskich korzeni Nietzschego. W Wiedniu – poza pracą urzędniczą – współpracował z czasopismami „Die Zeit” i „Österreichische Rundschau”, a od 1908 publikował artykuły o kulturze polskiej w „Polnischen Post” i został korespondentem krakowskiej „Nowej Reformy”.
Uprawiał głównie publicystykę muzyczną. Wśród jego publikacji jest np. długi wywiad z Gustavem Mahlerem lub artykuł Chopin und Wagner. Jego artykuły drukowane były głównie we wspomnianym już wyżej czasopiśmie „Die Musik”. W publicystyce Szarlitta najczęściej jednak gościł Chopin. Jego twórczości, a zwłaszcza korespondencji poświęcił wiele prac, tłumacząc i publikując często nieznane listy. Zwieńczeniem tego było opublikowanie w Lipsku w 1911 r. pierwszego niemieckiego wydania zbiorowego korespondencji Chopina pt. Friedrich Chopins gesammelte Briefe.
W 1910 r. wziął czynny udział w sprowadzeniu zespołu Teatru Miejskiego ze Lwowa i zorganizowaniu dla niego gościnnych występów na scenie wiedeńskiego Burgertheater. Dokonał wielu przekładów na język niemiecki. Jednymi z pierwszych to niektóre wiersze i kilka opowiadań z cyklu Na skalnym Podhalu Kazimierza Tetmajera. W jego tłumaczeniach święciły triumfy na scenach wiedeńskich „Wesele” Stanisława Wyspiańskiego i „Zemsta” Aleksandra Fredry, jak również sztuka Gabrieli Zapolskiej "Tamten", która osiągnęła rekordową ilość przedstawień, bo z górą 600 (str. 5).
Po wybuchu I wojny światowej Szarlitt wstąpił w 1914 r. do krakowskiego Naczelnego Komitetu Narodowego i nawiązał współpracę z czasopismem „Polen”. W kolejnych latach dokonał następnych tłumaczeń trzech dramatów Gabrieli Zapolskiej, które wystawiano w teatrach wiedeńskich. Były to: „Carewicz”, „Sybir” i „Żabusia”.
Po zakończeniu I wojny światowej Szarlitt wraz z hr. Karolem Lanckorońskim, Kazimierzem Chłędowskim oraz Janem Lewickim wszedł w skład powołanej przez Główny Urząd Likwidacyjny Komisji Rewindykacyjnej określającej zakres zwrotu przez Austrię dóbr nauki i kultury odradzającej się Polsce. Następnie w 1919 r. opublikował w Lipsku pierwszą niemieckojęzyczną biografię pt. „Chopin”.
W sierpniu 1919 r. przybył z Wiednia do Warszawy wraz z Leonem Bilińskim, który objął tekę ministra skarbu w gabinecie Ignacego Paderewskiego a Szarlitta mianował sekretarzem prasowym Ministerstwa. Szarlitt został w tym czasie członkiem Towarzystwa Literatów i Dziennikarzy Polskich. Przetłumaczył na język niemiecki libretto Juliana Muszyńskiego do opery „Casanova” L. Różyckiego a na język polski powieść Uptona Sinclaira „Człowiek, który szuka prawdy”. W roku 1924 wspólnie ze Stanisławem Lamem założył w Warszawie ilustrowany magazyn miesięczny „Naokoło świata”. W tym samym roku rozpoczął publikację swoich felietonów politycznych w dzienniku „Echo Warszawskie”, gdzie zaczął prowadzić również rubrykę „Przegląd prasy”. Na łamach tego dziennika pisał także liczne artykuły i recenzje muzyczne. Również od 1924 r. rozpoczął współpracę z czasopismami „Tygodnik Ilustrowany”, „Muzyka” oraz z „Kurierem Warszawskim”
drukując felietony o tematyce muzycznej. W latach 1929–1938 pełnił funkcję warszawskiego korespondenta „Neue Freie Presse”. Z początkiem lat 30. współpracował z konserwatywnym dziennikiem warszawskim „Dzień Polski”, „Przeglądem Literackim” oraz „Ilustrowanym Kurierem Codziennym” publikując okazjonalne felietony.
Okres okupacji niemieckiej przeżył w stolicy. Pisał „Dzieje muzyki”, którego rękopis spłonął w powstaniu warszawskim oraz przetłumaczył "Ifigenię w Taurydzie" J.W. Goethego. Zapewne po upadku powstania znalazł się w Krakowie, gdzie zmarł 3 grudnia 1946 r.

## Życie prywatne
W dniu 5 sierpnia 1922 zawarł ślub z Anielą z d. Bąk (20.05.1898 – 21.03.1987), z którą miał córkę Kazimierę (19.07.1923 – 31.07.1985). Spoczywają w rodzinnym grobowcu na Cmentarzu Rakowickim – Kwatera: XX, Rząd: 13, Miejsce: 6.